# Thaumalea ericfisheri
Thaumalea ericfisheri är en tvåvingeart som beskrevs av Arnaud och Boussy 1994. Thaumalea ericfisheri ingår i släktet Thaumalea och familjen mätarmyggor.
Artens utbredningsområde är Alberta. Inga underarter finns listade i Catalogue of Life.